# Margot Brabants
Margot Brabants (8 september 1970) is een Belgisch actrice en lerares.

## Biografie
Brabants heeft gestudeerd aan het Lemmensinstituut in Leuven (Eerste prijs voordracht) en aan het conservatorium in Brussel, waar ze in 1999 een diploma in de dramatische kunst behaalde. In dat jaar speelde ze daar in Zomergasten van Maxim Gorki in een regie van Bert Cosemans met medestudenten Tristan Versteven, Katrien De Ruysscher, Steve Geerts, Norman Baert, Bert Vannieuwenhuyse, Patsy Van der Meeren en Wendy Van Humbeeck. In 2003 speelde ze met het gezelschap Theater Scorpio mee in The beauty queen of Leenane van Martin McDonagh in een regie van Sylvie Gruijters met Annemie Van Hees, Mich Van Caeneghem en Kevin Valgaeren. Later werkte ze mee aan producties van het Antwerps kinder- en jeugdtheater RAT waaronder een adaptatie van Tartuffe van Molière en de regie van Een huis om in te verdwalen.
Brabants speelde van 2001 tot en met 2004 de rol van Brigitte Ghoetseels in De Kotmadam (ook verscheen ze eerder in de serie Kotmadam als Daisy (in seizoen 7 aflevering 2 Ma's Minnaar) ) en had gastrollen in Spoed, Wittekerke, Flikken en Neveneffecten.
Ze is leerkracht/coördinator Woord aan de academie voor Muziek, Woord en Dans te Heist-op-den-Berg.